# 卡斯爾芬 (伊利諾伊州)
卡斯爾芬（英語：Castle Fin）是位於美國伊利諾伊州克拉克縣的一個非建制地區。該地的面積和人口皆未知。

## 地理
卡斯爾芬的座標為39°28′12″N 87°44′00″W / 39.47000°N 87.73333°W，而該地的平均海拔高度為192米（即630英尺）。